# Serieåret 1953

## Händelser
- Februari - I Norge tillsätter Statens Folkeupplysningsråd för att utreda det omdebatterade seriefenomenet.[1]
- Augusti - Statens Folkeupplysningsråds kommitté föreslår inrättandet av ett granskningsråd i seriefrågan, men ingen censur.[1]

### Okänt datum
- Engelska kyrkans ungdomsråd beslutar att ge ut Bibeln i serieformat.[1]
- I Sverige grundas serietidningarna Prärieserier och Tom Mix.[2]
- I Sverige grundas serietidningen Allan Kämpe.[2]
- Den svenska serietidningen Karl-Alfred läggs ner efter 410 nummer.
- Den amerikanska serietidningen Police Comics läggs ner efter 127 nummer.
- Rolf Kauka skapar serien Fix och Foxi.
- Leo Baxendale skapar serien Minnie the Minx.

## Pristagare
- Reuben Award - Mort Walker

## Utgivning

### Album
- Lucky Luke möter Pat Poker[3]
- Månen tur och retur (del 1) (Objectif lune) av Hergé (på svenska 1969)[4]

## Födda
- 10 mars - Olle Berg, svensk serieskapare, illustratör och animatör.
- 2 april - Debbie Drechsler, amerikansk illustratör och serieskapare.
- 3 april - Tiziano Sclavi, italiensk serieskapare.
- 7 maj - Roberta Gregory, amerikansk serieskapare.
- 25 maj - Stan Sakai, amerikansk serieskapare.
- 21 september - François Corteggiani, fransk serieskapare.
- 17 oktober - Johan De Moor, belgisk serietecknare.
- 18 november - Alan Moore, brittisk författare av serieromaner.
- 11 december - Henning Kure, dansk serieskapare och redaktör.
- Kevin O'Neill, brittisk serietecknare.

## Avlidna
- 17 december - Stephen Slesinger, amerikansk serieförläggare.

### Fotnoter
1. 1 2 3  Nils Bejerot (21 mars 1954). ”Barn – Serier – Samhälle”. Yle. Arkiverad från originalet den 27 september 2007. https://web.archive.org/web/20070927230016/http://www.nilsbejerot.se/BARN_SER.PDF. Läst 8 januari 2016.
2. 1 2  Swecomics
3. ↑  ”Lucky Luke på svenska”. Arkiverad från originalet den 11 november 2014. https://web.archive.org/web/20141111004811/http://www.visit.se/~dampgrodan/album_kronolog.html. Läst 12 mars 2011.
4. ↑  ”Tintin”. http://en.tintin.com/albums/show/id/40/page/0/0/destination-moon. Läst 12 mars 2011.